# Abstraction-Création
Abstraction-Création – międzynarodowa grupa abstrakcjonistów założona w 1931 w Paryżu i stanowiąca kontynuację działalności grupy Cercle et Carré. Założyciele, Auguste Herbin, Marlow Moss i Georges Vantongerloo, wyznaczyli sobie cel promowania sztuki abstrakcyjnej poprzez grupowe wystawy. Do stowarzyszenia dołączyło wielu uznanych artystów, m.in. Naum Gabo, Wasilij Kandinskij, Piet Mondrian, Alexander Calder.
Członkowie grupy realizowali się na wszystkich polach sztuki abstrakcyjnej, jednakże istniała przewaga surowych form reprezentowanych przez sztukę konkretną, konstruktywizm i neoplastycyzm.